# Anaheim, California
Anaheim là thành phố ở quận Cam, California, Hoa Kỳ, cách Los Angeles 28 dặm về phía Đông Nam. Anaheim với 342.410 dân (năm 2006) là thành phố lớn thứ 10 của tiểu bang California và lớn thứ 56 của Hoa Kỳ. Tuy là thành phố đông dân thứ hai ở Quận Cam (sau Santa Ana) nhưng Anaheim lớn nhất về mặt diện tích. Thành phố nổi tiếng với công viên giải trí Theme Park, các đội thể thao và trung tâm hội nghị.
Anaheim được khởi đầu từ 50 gia đình người Đức vào năm 1857 và được thành lập vào ngày 10 tháng 1 năm 1870. Đến nay, Anaheim đã phát triển thành một trung tâm công nghiệp, sản xuất điện tử, linh kiện máy bay và các loại trái cây đóng hộp.